# جان دانبی (بازیکن فوتبال)
جان دانبی (انگلیسی: John Danby؛ زادهٔ ۲۰ سپتامبر ۱۹۸۳) بازیکن فوتبال اهل بریتانیا است.
از باشگاه‌هایی که در آن بازی کرده‌است می‌توان به باشگاه فوتبال چستر، باشگاه فوتبال برافورد پارک آونیو، باشگاه فوتبال کیدرمینستر هاریرس، و باشگاه فوتبال ایستوود اشاره کرد.